# Саєнко Дмитро Олександрович
Дмитро Олександрович Саєнко (9 червня 1969, Ангарськ, Іркутська область, РРСФР, СРСР) — радянський хокеїст, захисник.

## Спортивна кар'єра
Вихованець ангарського «Єрмака» (тренер — Віктор Саютін). Як і багато ангарських хокеїстів у 80-х роках переїхав до Києва. Переможець юнацького чемпіонату Радянського Союзу у складі «Сокола». У тому складі грали ще троє вихованців тренера Саютіна: Ігор Болдирєв, Вадим Кулабухов і Іван Свинцицький. Професіональну кар'єру розпочав у першоліговому ШВСМ. У сезоні 1988/1989 провів один матч за «Сокіл». 1991 року переїхав до Тюмені, де протягом 11 сезонів захищав кольори «Газовика» («Рубіна»). Завершив виступи на льодових майданчиках у клубах «Кедр» (Новоуральськ, Свердловська область) і «Мотор» (Барнаул, Алтайський край). У вищій лізі СРСР, Міжнаціонпльній хокейній лізі і російській суперлізі провів 216 ігор (12+24).
Працював тренером у спортивній школі «Газовика». Входив до тренерського штабу команди «Тюменський Легіон» з Молодіжної хокейної ліги (2015—2016). Серед його вихованців Іван Фіщенко (срібний призер молодіжного чемпіонату світу-2015), Артем Минулін і Владислав Сьомін (учасники молодіжного чемпіонату світу-2018). З 2016 року працює з командою «Югра-ЮКІОР» (Ханти-Мансійськ) з Молодіжної ліги.

## Статистика
Статистика виступів у елітних дивизіонах національних чемпіонатів:
| Сезон        | Клуб               | Ліга         | Регулярний сезон | Регулярний сезон | Регулярний сезон | Регулярний сезон | Регулярний сезон | Плей-оф | Плей-оф | Плей-оф | Плей-оф | Плей-оф |
| Сезон        | Клуб               | Ліга         | І                | Г                | П                | О                | ШХ               | І       | Г       | П       | О       | ШХ      |
| ------------ | ------------------ | ------------ | ---------------- | ---------------- | ---------------- | ---------------- | ---------------- | ------- | ------- | ------- | ------- | ------- |
| 1988-89      | «Сокіл» (Київ)     | вища         | 1                | 0                | 0                | 0                | 0                |         |         |         |         |         |
| 1994-95      | «Газовик» (Тюмень) | МХЛ          | 40               | 1                | 2                | 3                | 26               |         |         |         |         |         |
| 1995-96      | «Газовик» (Тюмень) | МХЛ          | 51               | 4                | 6                | 10               | 60               | 6       | 0       | 2       | 2       | 10      |
| 1996-97      | «Газовик» (Тюмень) | суперліга    | 41               | 3                | 9                | 12               | 53               | 5       | 0       | 3       | 3       | 4       |
| 1997-98      | «Газовик» (Тюмень) | суперліга    | 36               | 2                | 1                | 3                | 24               | 2       | 0       | 0       | 0       | 0       |
| 1998-99      | «Газовик» (Тюмень) | суперліга    | 34               | 2                | 1                | 3                | 16               |         |         |         |         |         |
| Всього в Д-1 | Всього в Д-1       | Всього в Д-1 | 203              | 12               | 19               | 31               | 179              | 13      | 0       | 5       | 5       | 14      |